# God of War II: Original Soundtrack from the Video Game
God of War II: Original Soundtrack from the Video Game, composta da Gerard K. Marino, Ron Fish, Mike Reagan e Cris Velasco, è un album pubblicato su CD da Sony Computer Entertainment il 10 aprile 2007 ed è la colonna sonora del videogioco God of War II. Dave Valentine di Square Enix Music Online ha dato alla colonna sonora un 8 su 10, affermando che presentava un'ampia varietà di brani orchestrali inquietanti, e i contributi di ciascun compositore sembrano leggermente più distintivi rispetto al titolo precedente. Spence D. di IGN ha scritto che la colonna sonora "è un'impressionante realizzazione orchestrale all'interno dell'arena in continua crescita e in continua evoluzione della composizione dei videogiochi", ma che era mirata più verso l'esperienza di gioco di God of War II, piuttosto che essere come esperienza musicale autonoma. Agli Spike Video Game Awards del 2007, è stata nominata come "Miglior colonna sonora originale".  Nel marzo 2010 è stata resa disponibile come contenuto scaricabile come parte della God of War Trilogy Soundtrack nella God of War III Ultimate Edition.

## Tracce
1. Main Titles – 2:59 (musica: Gerard Marino)
2. The Glory of Sparta – 3:10 (musica: Mike Reagan)
3. The Way of the Gods – 2:13 (musica: Gerard Marino)
4. Colossus of Rhodes – 2:22 (musica: Gerard Marino)
5. The Bathhouse – 2:02 (musica: Mike Reagan)
6. Death of Kratos – 4:12 (musica: Gerard Marino)
7. The End Begins – 1:57 (musica: Gerard Marino)
8. Typhon Mountain – 3:14 (musica: Mike Reagan)
9. Waking the Sleeping Giant – 1:49 (musica: Chris Velasco)
10. Battle for the Skies – 2:12 (musica: Mike Reagan)
11. Exploring the Isle – 2:19 (musica: Gerard Marino)
12. The Isle of Creation – 3:20 (musica: Chris Velasco)
13. The Summit of Sacrifice – 2:35 (musica: Ron Fish)
14. An Audience with Cronos – 2:07 (musica: Ron Fish)
15. The Barbarian King Returns – 2:00 (musica: Chris Velasco)
16. Bog of Lost Souls – 2:19 (musica: Ron Fish)
17. Battle in the Bog – 2:00 (musica: Mike Reagan)
18. Crossing the Lowlands – 2:07 (musica: Gerard Marino)
19. Atlas – 3:37 (musica: Ron Fish)
20. Palace of the Fates – 2:46 (musica: Ron Fish)
21. Phoenix Rising – 2:16 (musica: Chris Velasco)
22. Ashen Spire – 1:06 (musica: Gerard Marino)
23. Athena – 0:56 (musica: Gerard Marino)
24. The Battle for Olympus – 3:11 (musica: Gerard Marino)
25. Junkie XL Colossus Remix – 4:24 (musica: Junkie XL)
26. Blood of Destiny – 2:43 (musica: Shadows Fall)
27. God-Like – 2:14 (musica: George "Tragic" Doman)
28. Atlas Remembers – 4:11 (musica: Gerard Marino) – Traccia bonus
29. Kratos and Atropos – 1:33 (musica: Ron Fish) – Traccia bonus
30. Pursuing Destiny – 3:36 (musica: Chris Velasco) – Traccia bonus
31. Theme Of Fates – 2:11 (musica: Gerard Marino) – Traccia bonus

Durata totale: 79:41